# Ernst Jordan (Fußballspieler)
Ernst August Jordan (* 18. Mai 1883 in Magdeburg; † 19. Februar 1948 ebenda) war ein deutscher Fußballspieler.

## Karriere

### Vereine
Der gelernte Malermeister Ernst Jordan spielte von 1901 bis 1914 für den FuCC Cricket-Viktoria 1897 Magdeburg als Abwehrspieler und wurde wegen seiner Körpergröße von knapp 1,90 Meter auch „Langmeier“ genannt.
In seiner 13-jährigen Vereinszugehörigkeit errang er mit seinem Verein fünf regionale Meisterschaften in Folge. Jordan gehörte auch zu den besten Diskuswerfern des Gaus Mittelelbe, reichte aber mit seinen Weiten um 33 Metern nicht an die deutsche Elite heran, die seinerzeit den Diskus bereits bis zu 40 Meter weit warf.

### Nationalmannschaft
Er gehörte jener Mannschaft an, die am 5. April 1908 das erste offizielle  Länderspiel für den DFB bestritt. Für diese Premiere waren in der Abwehr die beiden Leipziger Verteidiger Walter Hempel und Heinrich Riso („Riso I“) gesetzt; doch verletzte sich Riso in der Woche vor dem Länderspiel und so kam Jordan zu einem Einsatz in der Nationalelf. Zu seinem Unglück unterlief ihm in diesem Spiel, das in Basel gegen die Schweizer Nationalmannschaft mit 3:5 verloren wurde, per Kopf das erste Eigentor der deutschen Nationalmannschaft; in einem zeitgenössischen Spielbericht wurde er als „sehr schlecht“ eingestuft.

## Erfolge
- Meister Gau Mittelelbe 1910, 1911, 1912, 1913, 1914